# Moie
Moie is een plaats (frazione) in de Italiaanse gemeente Maiolati Spontini.

## Voetnoten
1. ↑  censimento ISTAT